# Trichocline
Trichocline Cass., 1817 è un genere di piante angiosperme dicotiledoni della famiglia delle Asteraceae.

## Descrizione

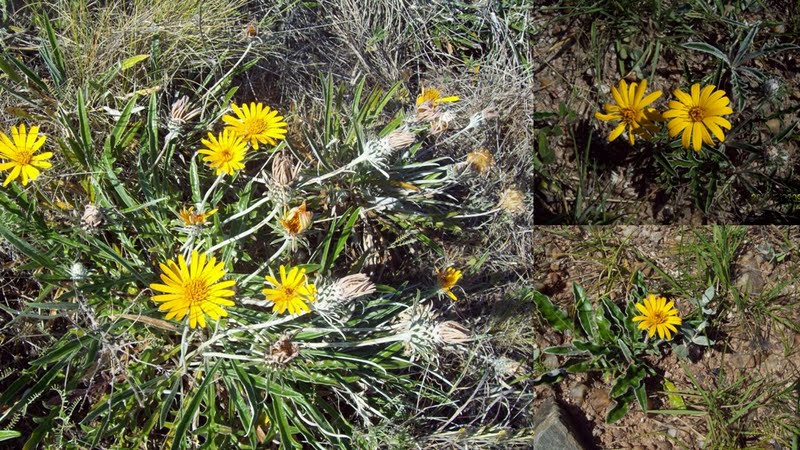
Infiorescenza
Trichocline incana

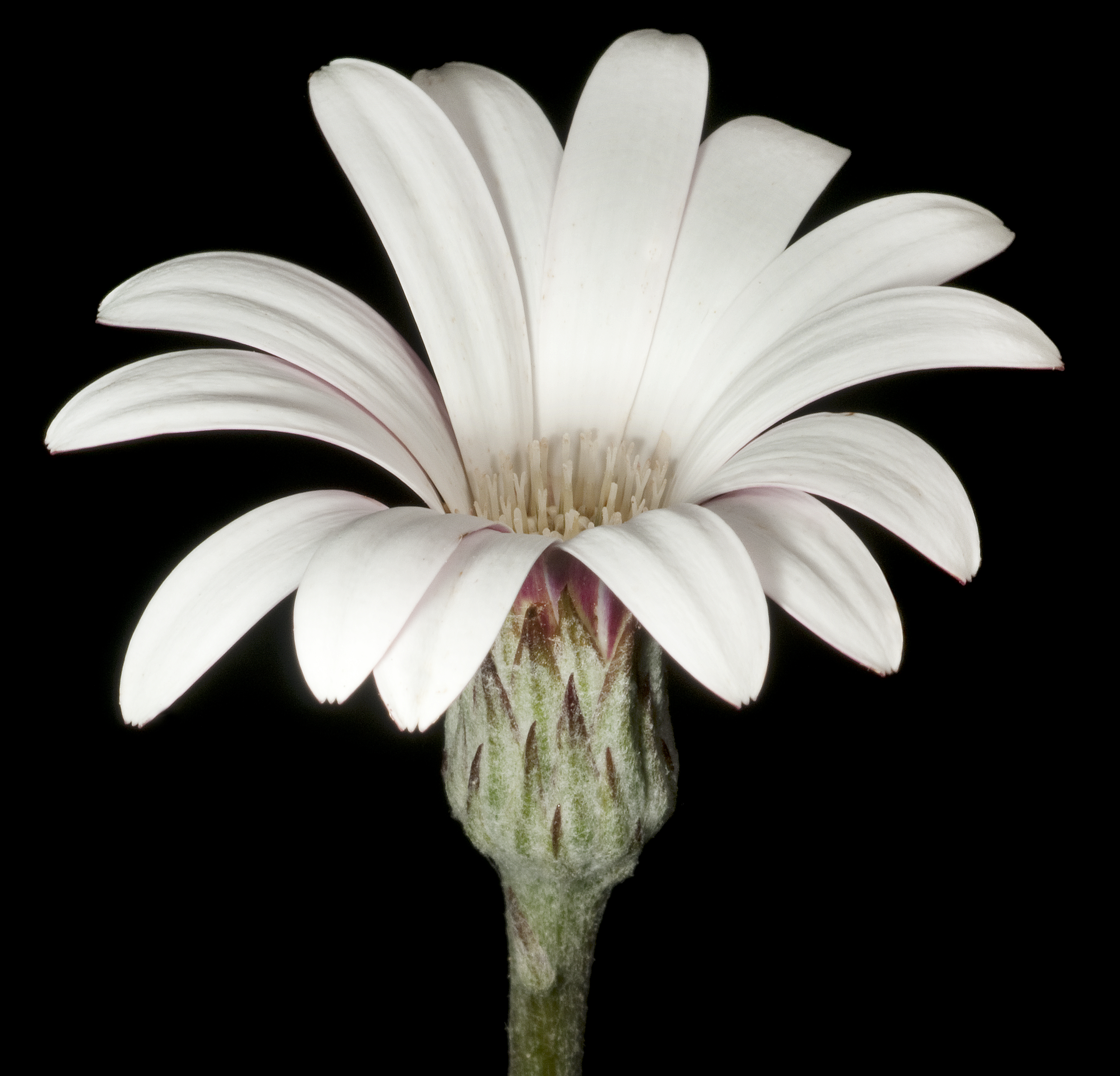
I fiori
Trichocline spathulata

Le specie di questa voce sono piante scapose perenni con portamenti erbacei o arbustivi o acauli (raramente sono piante cespitose).
In genere sono presenti sia foglie basali che cauline. Le foglie lungo il caule sono disposte in modo alternato. Quelle basali spesso formano delle rosette (disposizione rosulata). La forma delle lamine è intera e semplice con contorno lineare, lineare-oblanceolato, oblanceolato, ellittico, oblungo o occasionalmente orbicolare. I bordi sono lirati o pennatopartiti o partiti o lobati o ondulati oppure interi. La superficie è glabra o pubescente.
Le infiorescenze sono composte da capolini terminali, solitari e scaposi. I capolini sono radiati e sono formati da un involucro a forma emisferica composto da brattee (o squame) all'interno delle quali un ricettacolo fa da base ai fiori di due tipi (più o meno): tubulosi e ligulati. Le brattee, simili a foglie, disposte su 3 - 7 serie in modo embricato sono generalmente di tipo fogliaceo. Il ricettacolo, pubescente, a forma piatta o concava è alveolato.
I fiori sia quelli tubulosi che ligulati sono tetra-ciclici (ossia sono presenti 4 verticilli: calice – corolla – androceo – gineceo) e pentameri (ogni verticillo ha 5 elementi). I fiori sono ermafroditi, actinomorfi o zigomorfi e fertili. I fiori del raggio (quelli periferici) sono femminili (con staminoidi e antere sterili) e disposti in modo uniseriale. I fiori del disco (quelli centrali) sono numerosi e sono ermafroditi.
- Formula fiorale:

*/x K {\displaystyle \infty }, [C (5), A (5)], G 2 (infero), achenio
- Calice: i sepali del calice sono ridotti ad una coroncina di squame.
- Corolla: la corolla è formata da un tubo terminante in modo bilabiato. I fiori periferici hanno il labbro esterno ben visibile, allargato e apici corti (tre denti); quello interno ha due lunghi lobi lineari spiralati. I fiori del disco hanno il labbro esterno corto con 3 denti; quello interno ha due brevi lobi lineari. I colori sono: bianco, giallo e giallo aranciato, raramente rossastro.
- Androceo: gli stami sono 5 con filamenti liberi, glabri o papillosi e distinti, mentre le antere sono saldate in un manicotto (o tubo) circondante lo stilo. Le antere in genere hanno una forma sagittata con base allungata e papillosa. Il polline normalmente è tricolporato a forma sferica (può essere microechinato).
- Gineceo: lo stilo è filiforme; gli stigmi dello stilo sono due divergenti, corti e glabri con un ciuffo di peli apicali. Lo stilo è privo del nodo basale. L'ovario è infero uniloculare formato da 2 carpelli. L'ovulo è unico e anatropo.

I frutti sono degli acheni con pappo. La forma dell'achenio è ovoidale con alcune coste longitudinali. Il pericarpo può essere di tipo parenchimatico, altrimenti è indurito (lignificato) radialmente; la superficie è setolosa. Il carpopodium è assente, oppure ha delle forme anulari. Il pappo, formato da una o più serie di setole piumose o barbate, persistenti, è direttamente inserito nel pericarpo o connato in un anello parenchimatico posto sulla parte apicale dell'achenio.

## Biologia
- Impollinazione: l'impollinazione avviene tramite insetti (impollinazione entomogama tramite farfalle diurne e notturne).
- Riproduzione: la fecondazione avviene fondamentalmente tramite l'impollinazione dei fiori (vedi sopra).
- Dispersione: i semi (gli acheni) cadendo a terra sono successivamente dispersi soprattutto da insetti tipo formiche (disseminazione mirmecoria). In questo tipo di piante avviene anche un altro tipo di dispersione: zoocoria. Infatti gli uncini delle brattee dell'involucro si agganciano ai peli degli animali di passaggio disperdendo così anche su lunghe distanze i semi della pianta.

## Distribuzione e habitat
Il genere è distribuito prevalentemente in Sudamerica, dal Perù meridionale all'Argentina e al Cile, con un'unica specie (Trichocline spathulata) in Australia.

## Tassonomia
La famiglia di appartenenza di questa voce (Asteraceae o Compositae, nomen conservandum) probabilmente originaria del Sud America, è la più numerosa del mondo vegetale, comprende oltre 23.000 specie distribuite su 1.535 generi, oppure 22.750 specie e 1.530 generi secondo altre fonti (una delle checklist più aggiornata elenca fino a 1.679 generi). La famiglia attualmente (2021) è divisa in 16 sottofamiglie.

### Filogenesi
La sottofamiglia Mutisioideae, nell'ambito delle Asteraceae occupa una posizione "basale" (si è evoluta precocemente rispetto al resto della famiglia) ed è molto vicina alla sottofamiglia Stifftioideae. La tribù Mutisieae con la tribù Nassauvieae formano due "gruppi fratelli" ed entrambe rappresentano il "core" della sottofamiglia.
Il genere Trichocline è descritto all'interno della tribù Mutisieae, raggruppamento che la classificazione tradizionale collocava all'interno della sottofamiglia Cichorioideae e che la moderna classificazione filogenetica ha ricollocato, ridisegnandone i confini, all'interno della sottofamiglia Mutisioideae. Provvisoriamente il genere fa parte del gruppo informale Gerbera Complex.
All'interno del "Gerbera Complex" il genere di questa voce, da un punto di vista filogenetico e quindi evolutivo, fa parte del "Clade A" formato dai generi Lulia, Trichocline e Brachyclados.  In questo gruppo Trichocline occupa una posizione abbastanza centrale ed è "gruppo fratello" del genere Brachyclados. Le possibili date relative alla divergenza del clade variano da 19 a 8 milioni di anni fa.
Il cladogramma seguente presenta una possibile configurazione filogenetica di alcune specie del genere:
|  | Trichocline caulescens |
|  |                        |
|  | Trichocline cineraria  |
|  |                        |

|  | Trichocline reptans                                                         |
|  |                                                                             |
|  | \| \| Trichocline humilis \| \| \| \| \| \| Trichocline plicata \| \| \| \| |
|  |                                                                             |
|  | Trichocline humilis                                                         |
|  |                                                                             |
|  | Trichocline plicata                                                         |
|  |                                                                             |

|  | Trichocline humilis |
|  |                     |
|  | Trichocline plicata |
|  |                     |

|  | Trichocline reptans                                                         |
|  |                                                                             |
|  | \| \| Trichocline humilis \| \| \| \| \| \| Trichocline plicata \| \| \| \| |
|  |                                                                             |
|  | Trichocline humilis                                                         |
|  |                                                                             |
|  | Trichocline plicata                                                         |
|  |                                                                             |

|  | Trichocline humilis |
|  |                     |
|  | Trichocline plicata |
|  |                     |

|  | Trichocline reptans                                                         |
|  |                                                                             |
|  | \| \| Trichocline humilis \| \| \| \| \| \| Trichocline plicata \| \| \| \| |
|  |                                                                             |
|  | Trichocline humilis                                                         |
|  |                                                                             |
|  | Trichocline plicata                                                         |
|  |                                                                             |

|  | Trichocline humilis |
|  |                     |
|  | Trichocline plicata |
|  |                     |

|  | Trichocline reptans                                                         |
|  |                                                                             |
|  | \| \| Trichocline humilis \| \| \| \| \| \| Trichocline plicata \| \| \| \| |
|  |                                                                             |
|  | Trichocline humilis                                                         |
|  |                                                                             |
|  | Trichocline plicata                                                         |
|  |                                                                             |

|  | Trichocline humilis |
|  |                     |
|  | Trichocline plicata |
|  |                     |

|  | Trichocline caulescens |
|  |                        |
|  | Trichocline cineraria  |
|  |                        |

|  | Trichocline reptans                                                         |
|  |                                                                             |
|  | \| \| Trichocline humilis \| \| \| \| \| \| Trichocline plicata \| \| \| \| |
|  |                                                                             |
|  | Trichocline humilis                                                         |
|  |                                                                             |
|  | Trichocline plicata                                                         |
|  |                                                                             |

|  | Trichocline humilis |
|  |                     |
|  | Trichocline plicata |
|  |                     |

|  | Trichocline reptans                                                         |
|  |                                                                             |
|  | \| \| Trichocline humilis \| \| \| \| \| \| Trichocline plicata \| \| \| \| |
|  |                                                                             |
|  | Trichocline humilis                                                         |
|  |                                                                             |
|  | Trichocline plicata                                                         |
|  |                                                                             |

|  | Trichocline humilis |
|  |                     |
|  | Trichocline plicata |
|  |                     |

|  | Trichocline reptans                                                         |
|  |                                                                             |
|  | \| \| Trichocline humilis \| \| \| \| \| \| Trichocline plicata \| \| \| \| |
|  |                                                                             |
|  | Trichocline humilis                                                         |
|  |                                                                             |
|  | Trichocline plicata                                                         |
|  |                                                                             |

|  | Trichocline humilis |
|  |                     |
|  | Trichocline plicata |
|  |                     |

|  | Trichocline reptans                                                         |
|  |                                                                             |
|  | \| \| Trichocline humilis \| \| \| \| \| \| Trichocline plicata \| \| \| \| |
|  |                                                                             |
|  | Trichocline humilis                                                         |
|  |                                                                             |
|  | Trichocline plicata                                                         |
|  |                                                                             |

|  | Trichocline humilis |
|  |                     |
|  | Trichocline plicata |
|  |                     |

I caratteri distintivi per le specie di questo genere sono:
- il portamento delle specie è erbaceo rosulato oppure scaposo;
- le corolle sono bilabiate, quelle dei fiori periferici sono allargate con staminoidi;
- i rami dello stilo sono papillosi;
- gli acheni sono troncati e ricoperti da corti peli claviformi;

Il numero cromosomico delle specie di questo genere è: 2n = 36 e 40.

### Elenco specie
Questo genere comprende le seguenti 23 specie:
- Trichocline aurea (D.Don) Reiche
- Trichocline auriculata (Wedd.) Hieron.
- Trichocline boecheri Cabrera
- Trichocline catharinensis Cabrera
- Trichocline caulescens Phil.
- Trichocline cineraria (D.Don) Hook. & Arn.
- Trichocline cisplatina E.Pasini & M.R.Ritter
- Trichocline crispa (Phil.) Cabrera
- Trichocline dealbata (Hook. & Arn.) Benth. & Hook.f. ex Griseb.
- Trichocline deserticola Zardini
- Trichocline exscapa Griseb.
- Trichocline heterophylla (Spreng.) Less.
- Trichocline humilis Less.
- Trichocline incana (Lam.) Cass.
- Trichocline linearifolia Malme
- Trichocline macrocephala Less.
- Trichocline macrorhiza Cabrera
- Trichocline maxima Less.
- Trichocline plicata Hook. & Arn.
- Trichocline reptans (Wedd.) Hieron.
- Trichocline sinuata (D.Don) Cabrera
- Trichocline spathulata (A.Cunn. ex DC.) J.H.Willis
- Trichocline speciosa Less.

L'unica specie australiana del genere, T. spathulata, era stata in passato assegnata ad un genere a sé stante Amblysperma.. Una successiva revisione ne ha invece confermato l'appartenenza al genere Trichocline.. Una seconda entità presente in Australia occidentale, originariamente descritta come Amblysperma minor, è stata definitivamente considerata un sinonimo di Trichocline spathulata.